# Aladin
Az Aladin német származású férfinév, jelentése öregecske, kis öreg.

## Gyakorisága
Az 1990-es években szórványosan fordult elő. A 2000-es és a 2010-es években nem szerepel a 100 leggyakrabban adott férfinév között.
A teljes népességre vonatkozóan a 2000-es és a 2010-es években az Aladin nem szerepelt a 100 leggyakrabban viselt férfinév között.

## Névnapok
- február 9.[2]
- április 20.[2]
- augusztus 8.[2]

## Híres Aladinok
„Aladin” utónevű személyek szócikkeinek listája a Wikidata alapján